# Dasychira marginemaculata
Dasychira marginemaculata är en fjärilsart som beskrevs av Testout 1945. Dasychira marginemaculata ingår i släktet Dasychira och familjen tofsspinnare. Inga underarter finns listade i Catalogue of Life.